# Geoff Ward
Geoff Ward (né le 8 avril 1962 à Waterloo, en Ontario, au Canada) est un entraîneur canadien de hockey sur glace.

## Biographie
Ward commence sa carrière d'entraîneur-chef dans la Ligue de hockey de l'Ontario (LHO) avec les Rangers de Kitchener en remplaçant en cours de saison Joe McDonnell ; l'équipe termine alors dernière de sa division. L'année suivante, les Kitcheners terminent à la deuxième place de leur division et se qualifient pour les séries où, après avoir battu les Colts de Barrie en première ronde, ils sont éliminés ensuite par les Whalers de Détroit. En 1996-97, ils remportent leur division ; exemptés du premier tour des séries, ils se qualifient pour les demi-finales mais sont battus par les Generals d'Oshawa. La dernière saison de Ward à la tête des Kitcheners est moins bonne que les deux précédentes : l'équipe termine à la troisième place de la division et se fait éliminer dès la première ronde des séries. Toujours au sein de la LHO, il devient ensuite entraîneur du Storm de Guelph qu'il mène à la victoire de la division mid-Ouest ; l'équipe passe un tour en série mais est ensuite éliminée en demi-finale d'association.
En 1999, il rejoint les RiverBlades de l'Arkansas dans l'ECHL, ligue de hockey professionnelle, mais après 26 matchs dont 5 victoires seulement, il est remplacé par Ron Handy. Il rejoint ensuite la deuxième division allemande avant de revenir en Amérique du Nord comme assistant de Claude Julien chez les Bulldogs de Hamilton dans la Ligue américaine de hockey. L'année suivante, il débute à nouveau au poste d'assistant de Julien ; ce dernier est promu entraîneur-chef des Canadiens de Montréal après le renvoi de Michel Therrien et Ward lui succède alors à la tête des Bulldogs. L'équipe remporte la saison régulière mais perd en finale contre les Aeros de Houston ; Julien et Ward remportent cependant et conjointement le trophée Louis-A.-R.-Pieri du meilleur entraîneur de la saison. Il passe ensuite les deux saisons suivantes dans la LAH avec les Roadrunners de Toronto renommés Roadrunners d'Edmonton en 2004 avant de retourner en Allemagne pour une saison. Le 1er août 2007, il retrouve un poste d'entraîneur-assistant de Claude Julien au sein des Bruins de Boston dans la LNH.
Pour la saison de 2014-15, Ward retourne à la DEL allemande en tant qu'entraîneur-chef d'Adler Mannheim. L'équipe remporte le championnat et Ward le prix de l'entraineur de l'année.
En 2015 Ward retourne à la LNH avec les Devils du New Jersey en tant qu'entraîneur-assistant.
En 2018 Ward rejoint les Flames de Calgary en tant qu'entraîneur-assistant. Le 26 novembre 2019, les Flames annoncent que Ward prendra le rôle d'entraîneur-chef pendant qu'une investigation avait lieu sur Bill Peters pour des propos racistes envers un ancien joueurs avait lieu. Le 4 mars 2021, Ward est remplacé par Darryl Sutter après un début de saison en 11-11-2 par les Flames. Il rejoint ensuite les Ducks d'Anaheim en juin 2021 en tant qu'entraîneur-assiatant.
Pour la saison 2022-23, Ward rejoint le Lausanne Hockey Club dans la National League suisse. L'année suivante, le LHC se retrouve pour la première fois de son histoire en finale, affrontant les ZSC Lions contre lesquels ils perdent en 7 matchs.
Il est marié et a quatre enfants, deux fils et deux filles.

## Statistiques
| Saison    | Équipe                    | Ligue         |                            | PJ                         | V                          | D                          | N                          | Pr                         | % V                                |  | Séries éliminatoires |
| 1994-1995 | Rangers de Kitchener      | LHO           | 42                         | 12                         | 27                         | 3                          | 0                          | 32,1 %                     | Non qualifiés                      |  |                      |
| 1995-1996 | Rangers de Kitchener      | LHO           | 66                         | 35                         | 28                         | 3                          | 0                          | 55,3 %                     | Quart-de-finalistes                |  |                      |
| 1996-1997 | Rangers de Kitchener      | LHO           | 66                         | 34                         | 22                         | 10                         | 0                          | 59,1 %                     | Demi-finalistes                    |  |                      |
| 1997-1998 | Rangers de Kitchener      | LHO           | 66                         | 27                         | 25                         | 10                         | 4                          | 51,5 %                     | Éliminés en 1re ronde              |  |                      |
| 1998-1999 | Storm de Guelph           | LHO           | 68                         | 44                         | 21                         | 2                          | 1                          | 66,9 %                     |                                    |  |                      |
| 1999-2000 | RiverBlades de l'Arkansas | ECHL          | 26                         | 5                          | 20                         | 1                          | 0                          | 21,2 %                     |                                    |  |                      |
| 2000-2001 | Nauheim                   | 2. Bundesliga | 44                         | 13                         | 29                         | 0                          | 2                          | 31,8 %                     |                                    |  |                      |
| 2002-2003 | Bulldogs de Hamilton      | LAH           | 35                         | 16                         | 13                         | 5                          | 1                          | 54,3 %                     | Finalistes                         |  |                      |
| 2003-2004 | Roadrunners de Toronto    | LAH           | 80                         | 35                         | 34                         | 8                          | 3                          | 50,6 %                     | Éliminés en ronde de qualification |  |                      |
| 2004-2005 | Roadrunners d'Edmonton    | LAH           | 80                         | 32                         | 33                         | 0                          | 15                         | 49,4 %                     | Non qualifiés                      |  |                      |
| 2006-2007 | Iserlohn Roosters         | DEL           | 52                         | 24                         | 24                         | 0                          | 4                          | 50,0 %                     | Non qualifiés                      |  |                      |
| 2014-2015 | Adler Mannheim            | DEL           | 52                         | 36                         | 14                         | —                          | 2                          | -                          | Vainqueurs de la DEL               |  |                      |
| 2019-2020 | Flames de Calgary         | LNH           | Statistiques indisponibles | Statistiques indisponibles | Statistiques indisponibles | Statistiques indisponibles | Statistiques indisponibles | Statistiques indisponibles | Éliminés au second tour            |  |                      |
| 2022-2023 | Lausanne Hockey Club      | NL            | 52                         | 24                         | 22                         | —                          | 6                          | -                          | Non qualifiés                      |  |                      |
| 2023-2024 | Lausanne Hockey Club      | NL            | 52                         | 30                         | 16                         | —                          | 6                          | -                          | Finalistes                         |  |                      |